# 市川歌志・泰子
市川歌志・泰子（いちかわうたじ・やすこ）は、昭和期に活躍した夫婦漫才（歌謡漫才）。
1937年に結婚しコンビを結成し市川唄治・京治（または唄治・鈴子）でスタート。その後一度コンビを解消し糸治と組む。歌志は一座を転々とし1945年には広島での原爆投下で被爆する。1952年再結成し原爆後遺症に悩まされながら入退院を繰り返し吉本興業の主要劇場で活躍。1981年5月以降、高座から退く。
小柄の歌志はギターを持ち美声の民謡、歌謡曲に泰子の大柄に合間に叩くボンゴを音を響かせた。女性上位の漫才で泰子が歌志を貶す事で笑いを取った。

## メンバー
- 市川歌志（いちかわ うたじ、1910年2月21日 - ?）本名は泉金蔵。立ち位置は向かって右。

熊本県山鹿市生まれ、幼い頃から浪曲師に憧れて初代天中軒雲月に入門するもすぐに断念。その後、大阪に出て工場に働いていたが芸人に諦めきれず、1936年に市川福治の門下になる。最初は唄路、後に唄治といった。
- 市川泰子（いちかわ やすこ、1920年1月2日 - ?）本名は泉静子。立ち位置は向かって左。

岡山県岡山市生まれ、元々宝塚歌劇を目指していたが1935年に市川福治の門下になる。最初は京治（または鈴子）といった。